# Shikhar Dhawan
Shikhar Dhawan (Hindi शिखर धवन; * 5. Dezember 1985 in Neu-Delhi, Indien) ist ein indischer Cricketspieler, der zwischen 2010 und 2022 für die indische Nationalmannschaft spielte.

## Kindheit und Ausbildung
Dhawan war Teil der Vertretung Indiens bei der ICC U19-Cricket-Weltmeisterschaft 2004, wobei er als Spieler des Turniers ausgezeichnet wurde.

## Aktive Karriere

### Anfänge in der Nationalmannschaft
Sein First-Class-Debüt für Delhi gab er während der Ranji Trophy 2004/05. Jedoch konnte er im nationalen indischen Cricket zunächst nicht überzeugen. Es dauerte bis zum Oktober 2010, als er gegen Australien sein ODI-Debüt gab. Jedoch konnte er sich zunächst nicht etablieren. Im Juni 2011 folgte dann sein Twenty20-Debüt. In der zugehörigen ODI-Serie folgte dann sein erstes internationales Fifty (51 Runs). Doch reichte dieses nicht aus um sich im Team zu etablieren. Erst als Gautam Gambhir zu Beginn des Jahres 2013 Formschwächen zeigte, kam er wieder zurück in die Nationalmannschaft. Gegen Australien gab er sein Test-Debüt und erzielte dabei ein Century über 187 Runs aus 174 Bällen, wofür er als Spieler des Spiels ausgezeichnet wurde. Daraufhin wurde er für die ICC Champions Trophy 2013 nominiert und begann dort mit einem Century über 114 Runs aus 94 Bällen gegen Südafrika, wofür er ausgezeichnet wurde. Im folgenden Spiel gegen die West Indies konnte er erneut ein Century über 102 Runs aus 107 Bällen erreichen. Nachdem er im Halbfinale gegen Sri Lanka ein weiteres Fifty (68 Runs) erzielt hatte, wurde er nach dem Final-Gewinn gegen England als Spieler des Turniers ausgezeichnet. Im weiteren Verlauf der Saison erzielte er ein Fifty (69 Runs) in den West Indies und ein Century über 116 Runs aus 127 Bällen in Simbabwe, wofür er erneut ausgezeichnet wurde.
Die Saison 2013/14 begann mit einer ODI-Serie gegen Australien, bei der ihm zwei Fifties (95 und 60 Runs) und ein Century über 100 Runs aus 102 Bällen gelang. Daraufhin erreichte er gegen die West Indies ein Century über 119 Runs aus 95 Bällen und wurde als Spieler des Spiels ausgezeichnet. Im Februar erzielte er in der Test-Serie in Neuseeland ein Century (115 Runs aus 211 Bällen) und ein Fifty (98 Runs). Beim darauf folgenden Asia Cup 2014 erreichte er je ein Fifty gegen Sri Lanka (94 Runs) und Afghanistan (60 Runs). Bei der im März folgenden ICC World Twenty20 2014 war dann seine beste Leistung 30 Runs gegen Pakistan. In der Saison 2014 konnte er bei der ODI-Serie in England ein Fifty über 97* Runs erreichen. Ein weiteres Fifty (68 Runs) folgte kurz darauf gegen die West Indies. Im November traf er in einer ODI-Serie auf Sri Lanka, die er mit einem Century über 113 Runs aus 107 Bällen. In den weiteren Spielen folgten dann zwei Fifties (79 und 91 Runs). Das Jahr schloss er dann mit einem Fifty über 81 Runs in der Test-Serie in Australien ab.

### Herausragender Turnierspieler
Beim Cricket World Cup 2015 erzielte er ein Fifty (73 Runs) gegen Pakistan, bevor ihm ein Century über 137 Runs aus 146 Bällen gegen Südafrika erzielte. Für letzteres wurde er als Spieler des Spiels ausgezeichnet. Im weiteren Turnierverlauf konnte er ein weiteres Century gegen Irland beisteuern, wofür er erneut ausgezeichnet wurde. Mit dem Team erreichte er das Halbfinale, wo man an Gastgeber Australien scheiterte. In der Saison 2015 reiste er dann nach Bangladesch, wo er im Test ein Century über 173 Runs aus 195 Bällen erreichte und ausgezeichnet wurde. In den ODIs folgten dann zwei Fifties (53 und 75 Runs). In der sich anschließenden Test-Serie in Sri Lanka erzielte er ein Century über 134 Runs aus 271 Bällen. Die Saison 2015/16 begann mit einer ODI-Serie gegen Südafrika, bei dem ihm ein Fifty über 60 Runs gelang. Zum Jahresanfang folgten dann in Australien neben zwei Fifties (68 und 78 Runs) auch ein century über 126 Runs aus 113 Bällen. In der Vorbereitung für die anstehende Weltmeisterschaft erreichte er ein Fifty (51 Runs) in den Twenty20s gegen Sri Lanka und ein weiteres (60 Runs) gegen Bangladesch im Finale vom Asia Cup 2016, wofür er jeweils ausgezeichnet wurde. Beim ICC World Twenty20 2016 war dann seine beste Leistung 23 Runs gegen Bangladesch. In der Saison 2016 erzielte er in der Test-Serie in den West Indies ein Fifty über 84 Runs. Kurz darauf verletzte er sich am Finger und musste einige Wochen aussetzen.
Auch Stand auf Grund von schlechteren Leistungen und Konkurrenz im eigenen Team seine Position im Team generell zur Debatte. Er wurde für die ICC Champions Trophy 2017 nominiert und erzielte dort gegen Pakistan ein Fifty über 68 Runs und gegen Sri Lanka ein Century über 125 Runs aus 128 Bällen. Indien erreichte das Finale vrlor dort jedoch gegen Pakistan. Das Team reiste weiter in die West Indies, wo ihm in den ODIs zwei Fifties (87 und 63 Runs) gelangen. In Sri Lanka erzielte er in den Tests zwei Centuries (190 Runs aus 168 Bällen und 119 Runs aus 123 Bällen) und wurde als Spieler der Serie ausgezeichnet. Auch in den ODIs begann er mit einem Century über 132* Runs aus 90 Bällen. Die Saison 2017/18 begann er Indien gegen Neuseeland, wo Dhawan je ein Fifty in den ODIs (68 Runs) und Twenty20s (80 Runs) erzielte. Daraufhin folgte der Gegenbesuch der sri-lankischen Mannschaft. Dabei erzielte er zwei Fifties (94 und 67 Runs) in der Test-Serie und in den ODIs neben einem Fifty (68 Runs) auch ein Century über 100* Runs aus 85 Bällen, wofür er als Spieler der Serie ausgezeichnet wurde. Das Jahr 2018 begann er dann in Südafrika. In der ODI-Serie erzielte er zwei Fifties (51* und 76 Runs) und ein Century (109 Runs aus 105 Bällen) und in den Twenty20s ein weiteres Fifty (72 Runs). Daran schloss sich ein Drei-Nationen-Turnier in Sri Lanka an. Hier gelangen ihm 90 Runs gegen den Gastgeber und ein weiteres Fifty über 55 Runs gegen Bangladesch.

### Konzentration auf die kurzen Formate und Karriereende
Im Juni 2018 erzielte er ein Century über 107 Runs aus 96 Bällen im Test gegen Afghanistan. Kurz darauf erzielte er in einem Twenty20 in Irland ein Fifty über 74 Runs. Er spielte zum Abschluss der Saison in der Test-Serie in England, konnte dort jedoch nicht überzeugen. Es war sein letzter Einsatz in diesem Format. Beim Asia Cup 2018 konnte er gegen Hongkong (127 Runs aus 120 Bällen) und Pakistan (114 Runs aus 100 Bällen) je ein Century erreichte. Im November erreichte er erst gegen die West Indies ein Fifty über 92 Runs in den West Indies und dann ein weiteres über 76 Runs in Australien. Im Januar folgten dann zwei Fifties (75* und 66 Runs) in der ODI-Serie in Neuseeland. Zum Abschluss der Saison folgte dann gegen Australien ein Century über 143 Runs aus 115 Bällen. Beim Cricket World Cup 2019 erzielte er in der Vorrunde abermals gegen Australien ein Century über 117 Runs aus 109 Bällen, wofür er als Spieler des Spiels ausgezeichnet wurde. Kurz darauf verletzte er sich jedoch am Finger und wurde durch Rishabh Pant im Kader ersetzt. Im November verletzte er sich abermals am Finger und verpasste so die Tour gegen die West Indies. Zurück im Team erzielte er in Australien in der ODI-Serie zwei Fifties (74 und 96 Runs) und in den Twenty20s gegen Sri Lanka ein weiteres (52 Runs). Kurz darauf erlitt er eine Schulterverletzung.
Nach der Pause auf Grund der COVID-19-Pandemie erzielte er in Australien je ein Fifty in den ODIs (74 Runs) und Twenty20s (52 Runs). Im März erreichte er in den ODIs gegen England zwei Fifties (98 und 67 Runs). In der Saison 2021 konnte er in Sri Lanka ein Fifty über 86* Runs und bestritt ebenso seine letzten internationalen Twenty20s. Hier führte er das Team auch als Kapitän an. Alleinig auf ODIs fokussiert, erreichte er im Januar zwei Fifties (79 und 61 Run) in Südafrika. Dies wiederholte sich im folgenden Juli, als ihm in den West Indies 97 und 58 Runs gelangen. Dem schloss sich eine Tour in Simbabwe an, wo er erneut 81* Runs erzielte. Im November konnte er dann ein weiteres Fifty über 72 Runs in Neuseeland beisteuern. Nachdem er bei der daraufhin stattfindenden Tour in Bangladesch enttäuschte, fand er keinen Platz mehr im Nationalkader. In der Folge wurde er nicht für den Asia Cup 2023 und den Cricket World Cup 2023 nominiert. Hauptargument war, dass seine Strike-Rate zu niedrig war und so sein Spielstil nicht mehr gefragt war. Im August 2024 erklärte er dann seinen Rücktritt vom internationalen Cricket.